# Обезоръжителна акция на младотурците
Обезоръжителната акция на младотурците от 1910 година в Битолския вилает на Османската империя цели да изземе всичкото налично оръжие на бившите революционери от Вътрешната македоно-одринска революционна организация, след като забавените реформи в Македония не дават добри резултати и отново избуява конфликтът между българи и управляващите турци.
След Младотурската революция (1908 година) и неуспелия контрапреврат на Абдул Хамид II (1909) дейците на ВМОРО се легализират. Запазват добри отношения с младотурците и създават своите политически организации Съюза на българските конституционни клубове и Народната федеративна партия (българска секция). През 1910 година министърът на вътрешните работи Мехмед Талат бей чрез парламента отменя „Закона за сдруженията“ и забранява формирането на сдружения с национален характер. В рамките на цялата империя се забраняват всички национални клубове, а в Битолския вилает започва Обезоръжителната акция, ръководена от Шевкет Тургут паша.
В резултат на акцията голяма част от мирното население е инквизирано, част от ръководителите на Съюза на българските конституционни клубове са заточени в Мала Азия, а някои бивши революционери от ВМОРО са убити. Скоро след това ВМОРО се реактивира и подновява въоръжената четническа борба.
От акцията пострадва и гъркоманското население – масови арести са извършени в Битоля, в Гевгели и на други места, където има силни гръцки общини и комитети. Гевгелийският гръцки архиерейски наместник архимандрит Александър е осъден на 8 години от военнополевия съд. Депутатите Панче Дорев (Битоля), Тодор Павлов (Скопие) и гъркът Траянос Налис (Битоля) правят общ протест. Протести идват и от Цариградската патриаршия.
На 13 октомври 1910 година екзарх Йосиф I записва в дневника си:
| „ | ...положението в Енидже-Вардарска каза. Мъчиничеството на св. Трайчо Калеичев и 300 души бити в казата. Всички са обзети от терор, едни стават униати, други патриархисти, само да се спасят от погибел, защото гъркоманите и униатите войските не закачат. | “ |